# Rufino
Rufino är en ort i Argentina.   Den ligger i provinsen Santa Fe, i den centrala delen av landet, 400 km väster om huvudstaden Buenos Aires. Rufino ligger 118 meter över havet och antalet invånare är 18 361.
Terrängen runt Rufino är mycket platt.
Trakten runt Rufino består i huvudsak av gräsmarker. Runt Rufino är det glesbefolkat, med 16 invånare per kvadratkilometer.